# Олимпик (Донецк)
ФК „Олимпик“ Донецк (на украински: Олімпік Донецьк) е украински професионален футболен клуб от град Донецк, създаден на 15 юни 2001 година.
Отборът се състезава в най-високото ниво на украинския клубен футбол.
Играе домакинските си мачове на стадион „Олимпик“, който разполага с капацитет от 16 873 места.

## История
На 15 юни 2001 година в Донецк е организиран фонд за развитие на футбола в областта – „Олимпик“. В същия ден на неговата база е създаден и едноименният футболен клуб.
През 2018 година „Олимпик“ провежда ребрандинг и сменя емблемата за първи път в историята си. Новият вариант е с три бели рози – символ на Донецк, – а така също фирмените за клуба синьо-светлосини ленти. Автор на новата емблема на отбора е известният украински дизайнер Дмитрий Штрайс.
На 28 юни 2019 година начело на отбора застава бразилецът Жулио Сезар Сантос Кореа. Преди отбора на „Олимпик“ той е тренирал само аматьорския испански „Кристо Атлетико“. Като футболист е играл за „Реал“ Мадрид (става победител в Шампионската лига), „Милан“, „Бенфика“, „Олимпиакос“ и др.
През август 2019 след четири загуби „Олимпик“ уволнява старши треньора на отбора Жулио Сезар. Отборът под негово ръководство губи от „Днепър-1“ (0:2), „Колос“ (0:1), „Александрия“ (1:2) и „Карпати“ (1:3).
Прави дебюта си в Премиер лигата на Украйна през 2014/15, печелейки преди това първенството в Първа лига.

## Успехи
- Украинска Премиер Лига:
  - 4-то място (1): 2016/17
- Купа на Украйна:
  - 1/2 финалист (2): 2014/15
- Първа Лига: (2 ниво)
  -  Победител (1): 2013/14
- Втора Лига: (3 ниво)
  -  Победител (1): 2010/11 (груба Б)
- Шампионат на Донецка област:
  -  Второ място (1): 2003
- Мемориал Олег Макаров:
  -  Победител (1): 2016
  -  Второ място (1): 2015